# Johannes Roß
Johannes Peter Franz Roß SJ, auch John Peter Francis Ross (* 26. Dezember 1875 in Aachen; † 26. Dezember 1969 in Tokio) war ein deutscher römisch-katholischer Ordensgeistlicher (Jesuit) und Bischof.

## Leben
Johannes Roß trat 1896 in das Noviziat der Jesuiten auf Schloss Bleijenbeek ein. 1898/99 kam er für seine Philosophie-Studien an das Ignatiuskolleg (Valkenburg), ein weiteres Jahr verbrachte er am Stonyhurst College in Lancashire. 1902 wurde er in die Mission nach Indien entsandt. wo er am St. Mary’s College in Bombay lehrte. Ab 1907 kam er für sein Theologiestudium nach Valkenburg zurück. Seine Priesterweihe erfolgte am 28. August 1909. Nach seinem Tertiat in Belgien ging er wieder nach Bombay. Im Ersten Weltkrieg war er als Deutscher bis 1916 im Ahmednagar Central Internment Camp interniert. 1916 konnte er nach Valkenburg ausreisen, wo er bis 1920 blieb. Von 1920 bis 1925 war er Oberer der Jesuiten-Niederlassung in seiner Geburtsstadt Aachen. 1925 wurde er in die Mission der niederdeutschen Ordensprovinz nach Japan entsandt und lehrte an der Sophia-Universität in Tokio.
Als Nachfolger von Bischof Heinrich Döring wurde Roß 1928 zum Titularbischof von Tabala und zum Apostolischen Vikar von Hiroshima ernannt. Seine Bischofsweihe erfolgte am 5. August 1928; Hauptkonsekrator war Januarius Kyūnosuke Hayasaka, Mit-Konsekratoren waren Jean-Baptiste Castanier und Fernand-Jean-Joseph Thiry. 1940 musste Roß wie alle Bischöfe nicht-japanischer Herkunft als Apostolischer Vikar zurücktreten.  Daraufhin kehrte er an die Sophia-Universität zurück. In kleinerem Umfang nahm er weiterhin bischöfliche Funktionen wahr. So weihte er am 31. Oktober 1943 die Jesuiten Hubert Cieslik und Hubert Schiffer zu Priestern; er war Mit-Konsekrator bei den Bischofsweihen von Paul Yoshigoro Taguchi (1941), Michael Wasaburo Urakawa (1942) und Lucas Katsusaburo Arai (1952).